# Ivan Pregelj
Ivan Pregelj [ívan prégəl'], slovenski pisatelj, dramatik, pesnik in kritik, * 27. oktober 1883, Most na Soči (tedaj Sv. Lucija na Soči),  † 30. januar 1960, Ljubljana.

## Življenjepis
Ivan Pregelj se je rodil 27. oktobra 1883 pri sv. Luciji na Tolminskem, današnjem Mostu na Soči, v obrtniški družini. Njegov oče Mohor je bil krojač. Mati mu je bila Marija (roj. Kovačič). Po smrti staršev, ko je bilo Preglju komaj osem let, je zanj in njegova dva brata skrbela stara mama Ana. Župnik Jožef Fabijan pa mu je pomagal pri študiju, bil njegov vzgojitelj in podpornik. Pregelj je obiskoval gimnazijo v Gorici, sprva študiral bogoslovje, nato pa ga opustil in odšel na Dunaj študirat germanistiko in slavistiko. Doktoriral je z disertacijo o slovenskem baročnem pridigarju Rogeriju Ljubljanskem. Kot gimnazijski profesor je služboval v Gorici, Pazinu, Idriji, Kranju in nazadnje v Ljubljani, kjer je umrl leta 1960.
V dvajsetih letih je Pregelj veljal za osrednjega slovenskega pripovednika po Cankarju, kasneje pa mu je kritika očitala katoliško tendenco. V svojih delih je pripovedoval tudi o socialni in nacionalni usodi v regionalnem okviru pretekle Primorske.

## Literarno delo
Pregljevo delo literarni zgodovinarji uvrščajo med moderno in ekspresionizem. Od moderne je prevzel razumevanje življenja posameznika, njegovih čustev, strasti, lirično obarvanost zgradbe in sloga ter kompozicije. Njegova dela so večinoma postavljena v zgodovinski čas (reformacija, protireformacija, kmečki upori, razsvetljenstvo, barok), v čemer se kaže vpliv tradicije romantičnega realizma. Značilne so težko brzdane strasti, izjemni in čudaški ljudje, nezakonski otroci, zapeljivci ter zapeljana dekleta. V svojih zgodovinskih povestih so opazne razklanosti med duhom in telesom, telesnim in duševnim trpljenjem ter grehom in nedolžnostjo.
Eden izmed najizvirnejših delov Pregljevega literarnega dela je njegov slog, ki je včasih patetičen, svetopisemsko privzdignjen (Plebanus Joannes), slovesen, liričen in ritmiziran, kar ga približuje baroku. Pogosto so uporabljene metafore, ki izražajo nasprotje med telesnim in duhovnim.
Pregelj je deloval na vseh področjih literarnega ustvarjanja. Zapustil je tudi obsežno slovstveno kritično esejistično delo in prevode raznih del. Javnosti se je najprej predstavil s pesniško zbirko Romantika (1910), sledila je ljudska povest Mlada Breda (1913) o zlobni mačehi Katri in dobri nevesti Anici; v njej realistično prikazuje boj za grunt na Tolminskem.
S svojim slogom pisanja je zaznamoval Mohorjevo družbo. Zanje je začel pisati leta 1908 in v svojem prvem obdobju kratkih povesti, ki je trajalo do leta 1913, zanimivo ter kritično parafraziral Cankarja (Sosedje, Rejenka). Iz prvega obdobja je znana klasična večerniška povest Mlada Breda, s katero je zaključil učno dobo in vzbudil zanimanje literarne kritike. Najplodnejše obdobje objavljanja znotraj Mohorjeve družbe sledi od 1914 do 1923, konec pa zaznamujeta večernici Peter Pavel Glavar (1922) in Glorioso (1922). Preostali dve mohorjanki, Božji mejniki (1925) in Umreti nočejo (1930), pa ob verski tematiki prvič jasno izpostavita še nacionalno. Snovni, motivni in idejni dejavnik njegovih del pogosto predstavlja vera. S tem je ustrezal založbam ter časopisom, ki so katolištvo razglašale za svoj temelj (Mohorjeva družba, Dom in svet).
Najbolj je poznan po romanih Tolminci, Plebanus Joannes, Magister Anton in po noveli Matkova Tina. Napisal je tudi libreto za opero Tajda skladatelja Hugolina Sattnerja. Njegovo najobsežnejše delo je zgodovinski kolektivni roman Tlačani in je izhajalo v reviji Dom in svet, 1915–1916. Pregelj ga je pozneje izdal v knjigi z naslovom Tolminci (1927). V Tolmincih je upodobil zgodovinske dogodke iz let 1712–1713, ko so se tolminski kmetje in bajtarji uprli plemstvu ter višji duhovščini. V romanu o Štefanu Golji,  uporniku proti cerkvenemu nasilju, nato pa v renesančnem romanu Plebanus Joannes je Pregelj premaknil težišče iz zgodovinsko dokaj realnega prikaza življenja v simbolično prikazovanje družbene, duhovne in telesne stiske tolminskih ljudi. V novelah mu je uspelo zajeti tolminsko življenje (npr. Matkova Tina, Runje), odlikuje pa jih barvito opisovanje pokrajine in izvirno prikazovanje tolminskih duhovnikov.
Pregelj je poučeval v mnogih predelih Slovenije in tako pridobil snovi za nove povesti. V luči svojega idealističnega svetovnega nazora je zasnoval idilično družinsko povest Otroci sonca (1919), ki se godi nekje med Škofjo Loko, Idrijo in Tolminom; v glavnem pripoveduje o dveh sestrah, Heleni in Slavici, in o njunih ljubeznih. Zanimive gorenjske osebnosti so mu dale snov za nekaj povesti: o zapletenem življenju ljudskega prosvetitelja, poznejšega lansperškega gospoda, pripoveduje Odisej iz Komende (1922, poznejši naslov Peter Pavel Glavar (1929); o protestantskem duhovniku Jerneju Knaflju govori roman Bogovec Jernej (1923); pesnika Simona Jenka opisuje Šmonca (1924, poznejši naslov Simon iz Praš); epizode iz življenja M. Valjavca predstavi Pregelj v idili Na vakance (1927).
V številnih drugih povestih in romanih je Pregelj obravnaval narodnostna, verska in svetovnonazorska vprašanja, ki jih je vseskozi reševal s katoliškega stališča. Svoje delovanje je zaključil z zgodovinsko novelo Thabiti Kumi (1933), ki je epilog k Plebanusu Joannesu.
Za revijo Mentor je Pregelj pisal knjižne ocene (od 1916 naprej), predstavljal zanimivosti iz nemškega slovstva ter prevajal nemške klasike poezije. Razlagal je obširne literarne novosti in pisal literarne študije (o Cankarju, itd). Razlagal je slovensko moderno (Župančiča, Golarja) in napisal brošuro o Vodniku.
Psevdonimi, ki jih je uporabljal Ivan Pregelj: Cirilov, Lukian, Ivan Ivanov, Ivan Mohorov (Ivo Mohorov, Iv. Mohorov, I. Mohorov, J. Mohorov), Peter Petrič, I. Selan, J. Stjepanič, Ivan Zoran (Ivo Zoran), I. P.

## Oblikovni ekspresionizem v Pregljevi prozi
Pregelj je leta 1917 verjetno prvič uporabil izraz ekspresionizem. Nove smeri tistega časa, futurizem, kubizem, dadaizem in tudi ekspresionizem je prejemal previdno in z zadržki. V Preglju samem se je godil preobrat, opaziti ga je že v romanu Štefan Golja in njegovi. Leta 1919 je ob Lovrenčiču, Majcnu in sebi ugotovil nekatera temeljna duhovna in stilna določila ekspresionizma. Opazil je, da se je v njem opazno spremenilo razmerje pesnik – objektivni svet, da ekspresionist oblikuje svet iz svoje notranjosti, torej ekspresivno, gleda ga, kot sam hoče, lahko tudi simbolično. Mladi katoliški pesniki so njegov roman Plebanus Joannes že sprejeli kot ekspresionistično delo ter program.
Pregljev ekspresionistični »tip« je v glavnem duhovnik, ki je razcepljen med dušo in telesom, duhom in erosom. Pogoste so mitične osebe, s katerimi se sooča v svojih videnjih (prikazovanje Marije - Božje Matere). Jezikovno je lahko naturalističen, surov, plastičen, lahko pa dinamičen, kjer se izraža krčevito, hrupno, hipno, mehansko.

## Odziv del v periodiki
Pregljevo delo je doživelo precejšen odziv v periodiki. Tisk je poročal o večini njegovih del: o šestnajstih »resnih« več kot petdesetkrat in o desetih, namenjenih ljudstvu, nekaj nad tridesetkrat. 
Po količini in kvaliteti kritik izstopajo Josip Vidmar, Tine Debeljak in France Koblar. Josip Vidmar ga je v kritikah spisov iz let 1928 do 1933 na splošno odklanjal, saj je v njegovih delih videl šibko psihologijo, nazorsko pristranost, idealistično vzgojnost ter večjo spretnost kot resnično ustvarjalnost. France Koblar je uredil Pregljeve Izbrane spise, v končni oceni pa je bil pogosto dvoumen. Tine Debeljak je v glavnem pozitivno ocenjeval Pregljeva dela.  
Med Pregljevimi deli je največ ocen doživel Peter Pavel Glavar, sledita Mlada Breda in Otroci sonca, nato Plebanus Joannes. Večinsko kritiko je zanimala najprej Pregljeva vzgojna literatura. O Bogovcu Jerneju so pisali samo dobro, o Thabiti Kumi samo slabo. Pogosto so o istih delih kritiki zapisali dvoumne ter zelo relativne ocene. 

## Prevodi v tuje jezike
Prevodi v samostojnih objavah:
- Božji mejniki: Božji međaši: pripovijest iz Istre, prevod Petar Grgec, hrvaščina; Plovan pre Šime: roman iz istarskog života, hrvaščina

- Plebanus Joannes; prevod Tone Potokar, Gojko Janjušević, srbščina; Plebanus Joannes; prevod Bohuš Vybíral, češčina

- Regina roža ajdovska; Ajdovska deklica; prevod Jovanka Hrvaćanin, srbščina

- Matkova Tina; Matkova Tina; prevod Branimir Žganjer, hrvaščina.